# بيترو راكيو
بيترو راكيو (بالرومانية: Petru Racu) (17 يوليو 1987 بكيشيناو في مولدوفا - ) هو لاعب كرة قدم مولدوفي في مركز الدفاع. شارك مع منتخب مولدوفا لكرة القدم. أما مع النوادي، فقد لعب مع زمبرو تشيسيناو وميبا وميلسامي أورهي ونادي فيريس كيشيناو ونادي نوركوبنغ وFC Hjørring ‏.

## وصلات خارجية
- بيترو راكيو على موقع الاتحاد الأوربي (الإنجليزية)
- بيترو راكيو على موقع قاعدة بيانات كرة القدم.إي يو (الإنجليزية)
- بيترو راكيو على موقع ناشيونال فوتبول تيمز (الإنجليزية)
- بيترو راكيو على موقع Soccerway.com (الإنجليزية)